# Yaël Braun-Pivet
Yaël Braun-Pivet (ur. 7 grudnia 1970 w Nancy) – francuska polityk, prawniczka i działaczka społeczna, posłanka do Zgromadzenia Narodowego i jego przewodnicząca od 2022, w 2022 minister.

## Życiorys
Pochodzi z rodziny polskich i niemieckich Żydów; w latach 30. jej dziadkowie osiedlili się we Francji. Ukończyła studia prawnicze na Université Paris-Nanterre, uzyskała magisterium z prawa gospodarczego. Podjęła praktykę prawniczą, zajmując się głównie prawem karnym. Początkowo w swojej kancelarii zatrudnił ją Hervé Témime, później otworzyła własną kancelarię adwokacką. Przez kilka lat mieszkała na Tajwanie, w Japonii i w Portugalii, dokąd delegowany był jej mąż, zajmujący dyrektorskie stanowiska w koncernie L’Oréal. W 2012 rodzina powróciła do Francji. Zaangażowała się wówczas w działalność społeczną w ramach organizacji charytatywnej Les Restaurants du Cœur, zajmującej się dożywianiem osób potrzebujących. Organizowała jeden z jej ośrodków, a także koordynowała utworzenie sieci punktów bezpłatnych porad prawnych w ośrodkach tej organizacji.
W trakcie pobytu w Tokio działała w Partii Socjalistycznej. W 2016 dołączyła do ugrupowania En Marche!, które powołał Emmanuel Macron. W wyborach parlamentarnych w 2017 z jego ramienia uzyskała mandat posłanki do Zgromadzenia Narodowego z departamentu Yvelines. Z powodzeniem ubiegała się o reelekcję w 2022 i 2024.
W 2020 została wybrana na radną miejską w Le Vésinet. W maju 2022 powołana na urząd ministra do spraw terytoriów zamorskich w rządzie Élisabeth Borne. 25 czerwca 2022 odeszła z rządu w związku z kandydowaniem na urząd przewodniczącego Zgromadzenia Narodowego XVI kadencji. 28 czerwca tegoż roku została wybrana na tę funkcję, stając się pierwszą kobietą stojącą na czele tej izby. 18 lipca 2024 wybrano ją na przewodniczącą Zgromadzenia Narodowej kolejnej kadencji.

## Życie prywatne
Jest mężatką, ma pięcioro dzieci.

## Odznaczenia
- Order Księcia Jarosława Mądrego II klasy (Ukraina, 2023)[12]